# Mistrzostwa Europy w Biathlonie 2013
Mistrzostwa Europy w Biathlonie 2013 odbyły się w bułgarskim Bansku, w dniach 18 - 26 lutego 2013 roku. Rozegranych zostało 5 konkurencji: bieg indywidualny, bieg sprinterski, bieg pościgowy dla mężczyzn i kobiet seniorów oraz juniorów, sztafeta kobiet i mężczyzn oraz sztafeta mieszana juniorów. W sumie odbyło się 15 biegów.

## Program zawodów
| Data      | Mężczyźni                   | Kobiety                                             |                              |                                                     |
| Godzina   | Kategoria                   | Godzina                                             | Kategoria                    |                                                     |
| --------- | --------------------------- | --------------------------------------------------- | ---------------------------- | --------------------------------------------------- |
| 18 lutego | Trening                     | Trening                                             | Trening                      | Trening                                             |
| 19 lutego | Trening, oficjalne otwarcie | Trening, oficjalne otwarcie                         | Trening, oficjalne otwarcie  | Trening, oficjalne otwarcie                         |
| 20 lutego | 13:00                       | Juniorzy - bieg indywidualny                        | 10:00                        | Juniorki - bieg indywidualny                        |
| 21 lutego | 13:00                       | Seniorzy - bieg indywidualny                        | 10:00                        | Seniorki - bieg indywidualny                        |
| 22 lutego | 13:00                       | Juniorzy - sprint                                   | 10:00                        | Juniorki - sprint                                   |
| 23 lutego | 10:00                       | Seniorzy - sprint                                   | 13:00                        | Seniorki - sprint                                   |
| 24 lutego | 10:00 11:00                 | Seniorzy - bieg pościgowy Juniorzy - bieg pościgowy | 13:30 14:30                  | Seniorki - bieg pościgowy Juniorki - bieg pościgowy |
| 25 lutego | 11:00                       | Juniorzy - sztafeta mieszana                        | Juniorzy - sztafeta mieszana | Juniorzy - sztafeta mieszana                        |
| 26 lutego | 10:00                       | Seniorzy - sztafeta                                 |                              |                                                     |
| 26 lutego | 13:00                       | Seniorki - sztafeta                                 |                              |                                                     |

## Seniorzy

### Wyniki kobiet

#### Bieg indywidualny
- Pełne wyniki:[1]

| Lp.    | Zawodniczka          | Narodowość | Strzelanie | Wynik   | Strata  |
| ------ | -------------------- | ---------- | ---------- | ------- | ------- |
| złoto  | Anastasija Zagorujko | Rosja      | 0+0+0+0    | 48:04,9 |         |
| srebro | Ane Skrove Nossum    | Norwegia   | 1+0+0+0    | 49:17,5 | +1:12,6 |
| brąz   | Monika Hojnisz       | Polska     | 0+0+1+1    | 49:38.2 | +1:33.3 |
| 4.     | Walentina Nazarowa   | Rosja      | 0+0+1+1    | 49:40,5 | +1:35,6 |
| 5.     | Nicole Wötzel        | Niemcy     | 0+0+0+1    | 50:04,7 | +1:59,8 |
| 6.     | Vanessa Hinz         | Niemcy     | 0+1+0+1    | 50:06,6 | +2:01,7 |
| 7.     | Karolin Horchler     | Niemcy     | 0+2+0+0    | 50:29,8 | +2:24,9 |
| 8.     | Nadja Biełkina       | Ukraina    | 0+0+2+0    | 51:04,7 | +2:59,8 |
| 9.     | Martina Chrapánová   | Słowacja   | 0+0+1+1    | 51:06,0 | +3:01,1 |
| 10.    | Emelie Larsson       | Szwecja    | 0+1+0+0    | 51:35,3 | +3:30,4 |
| —      | —                    | —          | —          | —       | —       |
| 37.    | Patrycja Hojnisz     | Polska     | 0+1+3+0    | 57:39,0 | +9:34,1 |

#### Sprint
- Pełne wyniki:[2]

| Lp.    | Zawodniczka          | Narodowość | Strzelanie | Wynik   | Strata  |
| ------ | -------------------- | ---------- | ---------- | ------- | ------- |
| złoto  | Irina Starych        | Rosja      | 0+0        | 21:28,1 |         |
| srebro | Julija Dżima         | Ukraina    | 0+0        | 21:28,5 | +0,4    |
| brąz   | Monika Hojnisz       | Polska     | 0+1        | 21:33,7 | +5,6    |
| 4.     | Marija Panfiłowa     | Ukraina    | 1+1        | 21:52,3 | +42,2   |
| 5.     | Franziska Preuß      | Niemcy     | 0+1        | 22:07,7 | +39,6   |
| 6.     | Ane Skrove Nossum    | Norwegia   | 0+1        | 22:47,5 | +1:19,4 |
| 7.     | Katharina Innerhofer | Austria    | 1+1        | 22:49,0 | +1:20,9 |
| 8.     | Jacquemine Baud      | Francja    | 1+0        | 23:05,0 | +1:36,9 |
| 9.     | Marte Olsbu          | Norwegia   | 1+1        | 23:08,5 | +1:40,4 |
| 10.    | Emilija Jordanowa    | Bułgaria   | 3+0        | 23:16,3 | +1:48,2 |
| —      | —                    | —          | —          | —       | —       |
| 38.    | Patrycja Hojnisz     | Polska     | 1+2        | 25:50,8 | +4:22,7 |

#### Bieg pościgowy
- Pełne wyniki: IBU[3]

| Lp. | Zawodniczka          | Narodowość | Strzelanie | Wynik   | Strata  |
| --- | -------------------- | ---------- | ---------- | ------- | ------- |
|     | Monika Hojnisz       | Polska     | 0+0+0+0    | 29:06,3 |         |
|     | Franziska Preuß      | Niemcy     | 1+0+1+0    | 30:49,5 | +1:43,2 |
|     | Karolin Horchler     | Niemcy     | 0+0+0+0    | 31:27,6 | +2:21,3 |
| 4.  | Ane Skrove Nossum    | Norwegia   | 1+0+2+0    | 31:56,5 | +2:50,2 |
| 5.  | Marija Panfiłowa     | Ukraina    | 3+2+0+1    | 31:59,8 | +2:53.5 |
| 6.  | Jacquemine Baud      | Francja    | 0+0+1+1    | 32:41,3 | +3:35,0 |
| 7.  | Irina Starych        | Rosja      | 1+0+5+1    | 33:09,1 | +4:02,8 |
| 8.  | Walentina Nazarowa   | Rosja      | 1+1+1+0    | 33:20,0 | +4:13,7 |
| 9.  | Katharina Innerhofer | Austria    | 0+2+2+0    | 33:21,1 | +4:14,8 |
| 10. | Emelie Larsson       | Szwecja    | 2+0+0+0    | 33:22,4 | +4:16,1 |
| —   | —                    | —          | —          | —       | —       |
| DNS | Patrycja Hojnisz     | Polska     | —          | —       | —       |

#### Sztafeta
- Pełne wyniki: IBU[4]

| Lp. | Drużyna                                                                                | Strzelanie                              | Wynik     | Strata  |
| --- | -------------------------------------------------------------------------------------- | --------------------------------------- | --------- | ------- |
|     | Niemcy Nicole Wötzel · Vanessa Hinz · Franziska Preuß · Karolin Horchler               | 0+3 0+7 0+0 0+1 0+1 0+2 0+0 0+3 0+2 0+1 | 1:11:12,7 |         |
|     | Czechy Jitka Landová · Lea Johanidesová · Eva Puskarčíková · Veronika Zvařičová        | 0+2 0+7 0+1 0+3 0+0 0+0 0+0 0+3 0+1 0+1 | 1:11:36,7 | +24,0   |
|     | Ukraina Julija Dżima · Jana Bondar · Iryna Warwyneć · Marija Panfiłowa                 | 4+7 0+4 0+1 0+2 3+3 0+1 0+0 0+0 1+3 0+1 | 1:11:39,8 | +27,1   |
| 4.  | Norwegia Ane Skrove Nossum · Bente Landheim · Frida Strand Kristoffersen · Marte Olsbu | 1+8 0+4 0+3 0+0 0+0 0+1 0+2 0+2 1+3 0+1 | 1:11:53,3 | +40,6   |
| 5.  | Rosja Anastasija Zagorujko · Łarisa Kuzniecowa · Irina Starych · Walentina Nazarowa    | 2+9 0+6 0+3 0+2 0+0 0+2 0+3 0+1 2+3 0+1 | 1:12:23,9 | +1:11,2 |
| 6.  | Słowacja Martina Chrapánová · Ivona Fialková · Terézia Poliaková · Paulína Fialková    | 3+7 1+8 1+3 0+2 0+0 0+0 0+1 1+3 2+3 0+3 | 1:14:20,6 | +3:07,9 |
| 7.  | Bułgaria Stefani Popowa · Dafinka Kojewa · Rajna Kojuwa · Emilija Jordanowa            | 1+9 1+9 0+1 0+1 0+3 1+3 1+3 0+2 0+2 0+3 | 1:16:16,1 | +5:03,4 |
| LPD | Kanada Audrey Vaillancourt · Emma Lodge · Emma Lunder · Kathryn Stone                  | 8+8 0+6 0+0 0+0 0+2 0+1 3+3 0+2 5+3 0+3 | —         | —       |

### Wyniki mężczyzn

#### Bieg indywidualny
- Pełne wyniki: IBU[5]

| Lp. | Zawodnik             | Narodowość | Strzelanie | Wynik     | Strata  |
| --- | -------------------- | ---------- | ---------- | --------- | ------- |
|     | Serhij Semenow       | Ukraina    | 0+0+0+1    | 52:50,2   |         |
|     | Tobias Arwidson      | Szwecja    | 0+0+0+0    | 53:04,5   | +14,3   |
|     | Krasimir Anew        | Bułgaria   | 1+0+0+1    | 53:09,3   | +19,1   |
| 4.  | Andrejs Rastorgujevs | Łotwa      | 0+2+1+0    | 53:13,5   | +23,3   |
| 5.  | Tomáš Hasilla        | Słowacja   | 0+0+0+1    | 53:20,2   | +30,0   |
| 6.  | Timofiej Łapszyn     | Rosja      | 0+2+0+0    | 53:43,8   | +53,6   |
| 7.  | Florent Claude       | Francja    | 1+1+0+0    | 54:13,1   | +1:22,9 |
| 8.  | David Komatz         | Austria    | 0+0+0+1    | 54:23,1   | +1:32,9 |
| 9.  | Władimir Iliew       | Bułgaria   | 0+1+1+2    | 54:31,3   | +1:41,1 |
| 10. | Tomas Kaukėnas       | Litwa      | 0+1+0+2    | 54:41,5   | +1:51,3 |
| —   | —                    | —          | —          | —         | —       |
| 34. | Łukasz Szczurek      | Polska     | 1+1+0+1    | 57:16,6   | +4:26,4 |
| 59. | Łukasz Słonina       | Polska     | 0+2+0+0    | 1:01:09,1 | +8:18,9 |

#### Bieg sprinterski
- Pełne wyniki: IBU[6]

| Lp. | Zawodnik                   | Narodowość | Strzelanie | Wynik   | Strata  |
| --- | -------------------------- | ---------- | ---------- | ------- | ------- |
|     | Vetle Sjåstad Christiansen | Norwegia   | 0+0        | 25:34,4 |         |
|     | Benedikt Doll              | Niemcy     | 1+0        | 25:51,9 | +17,5   |
|     | Artem Pryma                | Ukraina    | 1+0        | 26:23,1 | +48,7   |
| 4.  | Johannes Kühn              | Niemcy     | 0+3        | 26:25,1 | +50,7   |
| 5.  | Alaksandr Darożka          | Białoruś   | 0+0        | 26:31,8 | +57,4   |
| 6.  | Kristoffer Skjelvik        | Norwegia   | 0+1        | 26:31,9 | +57,5   |
| 7.  | Timofiej Łapszyn           | Rosja      | 0+2        | 26:38,1 | +1:03,7 |
| 8.  | Sven Grossegger            | Austria    | 0+1        | 26:48,3 | +1:13,9 |
| 9.  | Florent Claude             | Francja    | 1+1        | 26:50,4 | +1:16,0 |
| 10. | Antonin Guigonnat          | Francja    | 1+0        | 26:51,4 | +1:17,0 |

#### Bieg pościgowy
- Pełne wyniki: IBU[7]

| Lp. | Zawodnik                   | Narodowość | Strzelanie | Wynik   | Strata  |
| --- | -------------------------- | ---------- | ---------- | ------- | ------- |
|     | Benedikt Doll              | Niemcy     | 1+0+2+0    | 35:35,0 |         |
|     | Vetle Sjåstad Christiansen | Norwegia   | 0+1+1+1    | 35:57,3 | +22,3   |
|     | Timofiej Łapszyn           | Rosja      | 1+0+0+1    | 36:00,5 | +25,5   |
| 4.  | Artem Pryma                | Ukraina    | 1+0+2+0    | 36:34,7 | +59,7   |
| 5.  | Serhij Semenow             | Ukraina    | 1+1+0+0    | 37:14,2 | +1:39,2 |
| 6.  | Maksim Burtasow            | Rosja      | 0+0+1+1    | +2:04,6 |         |
| 7.  | Vít Jánov                  | Czechy     | 1+1+2+0    | 37:41,0 | +2:06,0 |
| 8.  | Mario Dolder               | Szwajcaria | 0+0+1+1    | 37:43,6 | +2:08,6 |
| 9.  | Tobias Hermann             | Niemcy     | 0+0+0+3    | 37:48,2 | +2:13,2 |
| 10. | Krasimir Anew              | Bułgaria   | 1+2+0+0    | 38:06,8 | +2:31,8 |

#### Sztafeta
- Zawody nie odbyły się.[8]

## Juniorzy

### Wyniki kobiet

#### Bieg indywidualny
- Pełne wyniki: IBU[9]

| Lp. | Zawodniczka       | Narodowość | Strzelanie | Wynik   | Strata  |
| --- | ----------------- | ---------- | ---------- | ------- | ------- |
|     | Anaïs Chevalier   | Francja    | 0+0+0+1    | 43:05,1 |         |
|     | Jelena Ankudinowa | Rosja      | 0+2+0+0    | 44:00,8 | +55,7   |
|     | Lisa Hauser       | Austria    | 1+0+1+0    | 44:22,9 | +1:17,8 |
| —   | —                 | —          | —          | —       | —       |
| 31. | Beata Lassak      | Polska     | 1+1+1+2    | 50:34,6 | +7:29,5 |

#### Bieg sprinterski
- Pełne wyniki: IBU[10]

| Lp. | Zawodniczka      | Narodowość | Strzelanie | Wynik   | Strata  |
| --- | ---------------- | ---------- | ---------- | ------- | ------- |
|     | Uljana Kajszewa  | Rosja      | 0+1        | 25:04,6 |         |
|     | Lisa Hauser      | Austria    | 0+0        | 25:18,7 | +14,1   |
|     | Floriane Parisse | Francja    | 0+0        | 25:36,6 | +32,0   |
| —   | —                | —          | —          | —       | —       |
| 35. | Beata Lassak     | Polska     | 0+2        | 28:39,1 | +3:34,5 |

#### Bieg pościgowy
- Pełne wyniki: IBU[11]

| Lp. | Zawodniczka     | Narodowość | Strzelanie | Wynik    | Strata  |
| --- | --------------- | ---------- | ---------- | -------- | ------- |
|     | Patricia Jost   | Szwajcaria | 1+0+0+1    | 31:58,3  |         |
|     | Lisa Hauser     | Austria    | 4+2+0+0    | 33:04,0  | +1:05,7 |
|     | Anaïs Chevalier | Francja    | 2+0+2+1    | 33:35,1  | +1:36,8 |
| —   | —               | —          | —          | —        | —       |
| 26. | Beata Lassak    | Polska     | 1+1+3+0    | 38:58,61 | +7:00,3 |

### Wyniki mężczyzn

#### Bieg indywidualny
- Pełne wyniki: IBU[12]

| Lp. | Zawodnik           | Narodowość | Strzelanie | Wynik   | Strata    |
| --- | ------------------ | ---------- | ---------- | ------- | --------- |
|     | Aleksandr Łoginow  | Rosja      | 0+0+0+1    | 42:57,9 |           |
|     | Maksim Cwietkow    | Rosja      | 0+0+0+2    | 45:07,7 | +2:09,8   |
|     | Benjamin Plaickner | Włochy     | 0+0+1+0    | 46:59,2 | +4:01,3   |
| —   | —                  | —          | —          | —       | —         |
| 42. | Mateusz Zawół      | Polska     | 0+2+1+0    | 52:37,6 | +9:39,7   |
| 46. | Jakub Topór        | Polska     | 1+1+1+2    | 53:46,1 | +10:48,.2 |

#### Bieg sprinterski
- Pełne wyniki: IBU[13]

| Lp. | Zawodnik           | Narodowość | Strzelanie | Wynik   | Strata  |
| --- | ------------------ | ---------- | ---------- | ------- | ------- |
|     | Aleksandr Łoginow  | Rosja      | 0+1        | 25:56.1 |         |
|     | Maksim Cwietkow    | Rosja      | 0+1        | 26:16,1 | +20,0   |
|     | Timur Machambietow | Rosja      | 1+0        | 6:57,2  | +1:01,1 |
| —   | —                  | —          | —          | —       | —       |
| 56. | Mateusz Zawół      | Polska     | 3+1        | 33:22,7 | +7:26,6 |
| DNS | Jakub Topór        | Polska     | —          | —       | —       |

#### Bieg pościgowy
- Pełne wyniki: IBU[14]

| Lp. | Zawodnik          | Narodowość | Strzelanie | Wynik   | Strata  |
| --- | ----------------- | ---------- | ---------- | ------- | ------- |
|     | Aleksandr Łoginow | Rosja      | 0+0+0+1    | 30:59,0 |         |
|     | Maksim Cwietkow   | Rosja      | 1+0+1+2    | 33:29,8 | +2:30,8 |
|     | Mathieu Legrand   | Francja    | 0+1+0+1    | 34:07,7 | +3:08,7 |
| —   | —                 | —          | —          | —       | —       |
| LAP | Mateusz Zawół     | Polska     | 4+ + +     | —       | —       |

### Sztafeta mieszana
- Pełne wyniki: IBU[15]

| Lp. | Drużyna                                                                               | Strzelanie                              | Wynik      | Strata  |
| --- | ------------------------------------------------------------------------------------- | --------------------------------------- | ---------- | ------- |
|     | Francja Anaïs Chevalier · Floriane Parisse · Mathieu Legrand · Quentin Fillon Maillet | 0+1 1+9 0+1 0+3 0+0 1+3 0+0 0+1 0+0 0+2 | 1:15:40,4  |         |
|     | Rosja Jelena Badanina · Jelena Ankudinowa · Aleksandr Czernyszow · Timur Machambietow | 0+3 0+3 0+0 0+0 0+1 0+1 0+2 0+0 0+0 0+2 | 1:15:40,.5 | +0,1    |
|     | Ukraina Julija Żurawok · Ałła Hiłenko · Rusłan Tkałenko · Artem Tyszczenko            | 0+3 0+5 0+2 0+0 0+1 0+2 0+0 0+2 0+0 0+1 | 1:17:25,5  | +1:45,1 |